# Cosma Petrovici
Cozma Petrovici (n. 11 ianuarie 1873, Brăila -  d. 16 decembrie 1948, Galați) a fost un episcop român.
Urmează ursurile Seminarului teologic din Galați (1888 - 1892) și "Veniamin" din Iași (1892 - 1896), apoi Facultatea de Teologie din Cernăuți (1896 - 1900).  Diacon (1897), apoi protopop în Dorohoi (1902 - 1913), preot și profesor de Religie la Liceul „Anastasie Bașotă” din Pomârla (1913 - 1917); rămas văduv, în 1923 este ales vicar al Arhiepiscopiei Iașilor, cu titlul „Botoșăneanul”, la 25 iunie 1924 ales episcop al Dunării de Jos (înscăunat la 19 iulie 1924), retras din scaun în anul 1947.